# アルベルト・ポボル
アルベルト・ポボル（Albert Pobor、1956年5月29日 - 2022年3月3日）は、クロアチア出身の元サッカー選手、サッカー指導者。日本での登録名はアルベルト。

## 来歴
現役時代は旧ユーゴスラビアリーグのFKボラツ・バニャ・ルカで15年間プレーした。
引退後はクロアチア・スロベニア・ボスニア・ヘルツェゴビナのチームで監督を歴任し、2004年にセレッソ大阪のヘッドコーチに就任。同郷のナドベザ・ペーターの下で指導することが決まっていた。しかし、ナドベザが狭心症の発作を起こして契約解除され、急遽就任したフアド・ムズロビッチもわずか3試合で解任されたのを受け監督に昇格した。
しかし、アルベルトも守備崩壊を止められず（もともとC大阪は失点の多いチームなのだが）、結局1stステージは最下位に終わってしまう。最終節では最下位争いをしていた柏レイソルにもホームで1-5と惨敗し、あまりの不甲斐なさにサポーターがブーイングを起こし、セレモニーが中止になってしまった。経営陣は「柏戦に勝てば今の体制（アルベルト体制）のままでいく」という考えを持っていたようであるが、この惨敗でそれも消え、直後に辞任となった。事実上の解任である。
結局、この年C大阪がとった東欧路線はアルベルトの辞任を持ってわずか半年で終焉を迎え、小林伸二を迎えて再び日本人監督となってからチームが立ち直ることとなった。
2022年3月3日、死去